# کنستانتین فون نویرات
کنستانتین فون نویرات (به آلمانی: Konstantin von Neurath) (۲ فوریه ۱۸۷۳ – ۱۴ اوت ۱۹۵۶) حقوق‌دان، سیاست‌مدار و دیپلمات آلمانی بود که بین سال‌های ۱۹۳۲ تا ۱۹۳۸ در جایگاه وزیر امور خارجه این کشور قرار داشت.

## اوایل زندگی
نویرات در فایهینگن آن در انتس زاده شد. پدربزرگش کنستانتین فرانتس فون نویرات وزیر امور خارجه کارل یکم وورتمبرگ و پدرش کنستانتین سباستین فون نویرات از نمایندگان رایشس‌تاگ و کاخ‌دار ویلهلم دوم وورتمبرگ بود.
در دانشگاه توبینگن و دانشگاه هومبولت برلین حقوق خواند. سال ۱۹۰۱ ازدواج کرد که حاصل این ازدواج یک پسر و یک دختر بود. در جنگ جهانی اول جنگید و موفق به دریافت نشان صلیب آهنین شد. هم‌چنین در میانه‌های جنگ جهانی اول در امپراتوری عثمانی خدمت می‌کرد.

## فعالیت‌های سیاسی

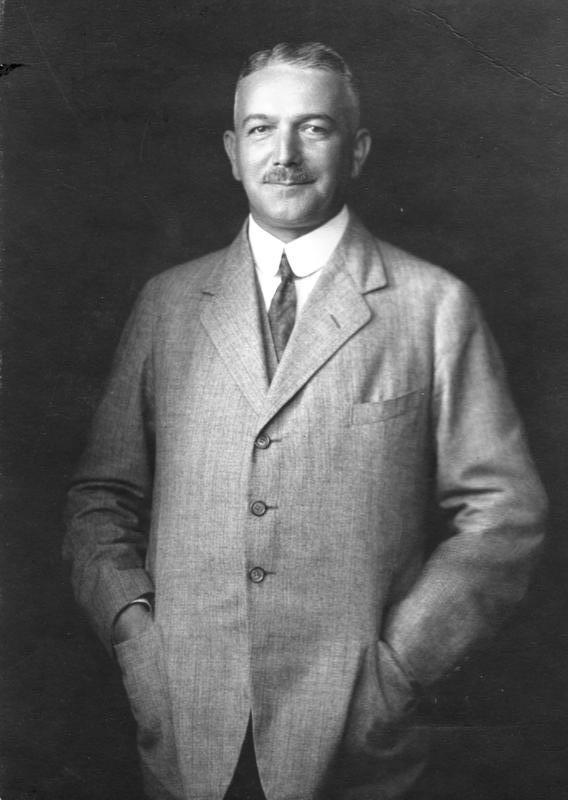
نویرات در سال ۱۹۲۰

نویرات در سال ۱۹۱۹ از کارکنان سفارت آلمان در کپنهاگ دانمارک شد. از ۱۹۲۱ تا ۱۹۳۰ سفیر آلمان در رم و از ۱۹۳۰ تا ۱۹۳۲ رئیس سفارت آلمان در لندن بود. وی در سال ۱۹۳۲ از آلمان فراخوانده شد و از ۱ ژوئن ۱۹۳۲ فعالیت خود را به عنوان وزیر امور خارجه در کابینه فرانتس فن پاپن آغاز کرد و در دولت کورت فن شلایشر و آدولف هیتلر نیز در همین سمت بود.
در ۵ نوامبر ۱۹۳۷ در جلسه‌ای میان هیتلر و رهبران امور خارجه رایش سوم تشکیل شد. در این جلسه هیتلر بیان کرد که زمان جنگ است و تصویر خود را از جنگ‌های داخلی که در آینده در شرق و مرکز اروپا قرار است اتفاق بیفتد را شرح داد. وی هم‌چنین بیان داشت که آلمان باید خود را با سیاست خودبسندگی، سیاست لبنسراوم و مسابقه تسلیحاتی با انگلستان و فرانسه برای اقدام سریع‌تر از کشورهای غربی برای مسابقه تسلیحاتی آماده کند. وی گفت که آلمان باید برای این جنگ از زودترین زمان یعنی سال ۱۹۳۸ تا دیرترین زمان یعنی ۱۹۴۳ آماده باشد.
هیتلر تلاش داشت تا گزینه‌هایی در امور خارجه که در کنترل او نیستند را حذف کند؛ بنابراین نویرات در ۴ فوریه ۱۹۳۸ از مقام خود معلق شد اما با عنوان وزیر فاقد مقام در کابینه هیتلر باقی ماند.
در مه ۱۹۳۹ فرماندار بوهم و موراویا شد. وی اندکی پس از رسیدن به قلعه پراگ، تمامی احزاب سیاسی و اتحادیه‌های اقتصادی را غیرقانونی اعلام کرد. وی اعتراضات دانشجویان در اکتبر و نوامبر ۱۹۳۹ را سرکوب کرد و ۱٬۲۰۰ دانشجو به اردوگاه‌های کار اجباری نازی‌ها فرستاده شدند و ۹ نفر نیز اعدام شدند. وی هم‌چنین قوانین نورنبرگ را در ارتباط با یهودیان در بوهم و موراویا به اجرا درآورد.
با این حال هیتلر معتقد بود که عملکرد نویرات بسیار نرم و ملایم است؛ بنابراین راینهارد هایدریش را به سمت معاون او منصوب کرد. با این حال این هادیدریش بود که قدرت اصلی را در اختیار داشت. هایدریش در سال ۱۹۴۲ ترور شد و کورت دالوگه جای او را گرفت. وی در سال ۱۹۴۱ استعفا کرد اما استعفای او در اوت ۱۹۴۳ پذیرفته شد و ویلهلم فریک وزیر سابق کشور جای او را گرفت.
وی در اواخر جنگ با جنبش مقاومت آلمان ارتباط داشت.

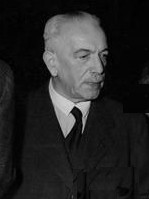
نویرات در نورنبرگ در ۱۹۴۶

## دادگاه و زندان
وی پس از جنگ جهانی دوم در دادگاه نورنبرگ محاکمه شد. اتهامات وی این چنین بیان شده بود:"توطئه برای ارتکاب جنایت علیه صلح، برنامه‌ریزی، آغاز و به راه انداختن جنگ‌های تجاوزگرانه، جنایت جنگی و جنایت علیه بشریت."
نویرات در دادگاه در همه موارد مجرم شناخته شد و به ۱۵ سال زندان محکوم شد. تا سال ۱۹۵۴ در زندان اشپانداو نگهداری می‌شد در آن سال به دلیل مشکلات مربوط به سلامتی آزاد شد. وی در نهایت در شهرک انتسوایهینگن در سن ۸۳ سالگی درگذشت.